# 周斌 (1968年)
周斌（1968年10月—），中华人民共和国政治人物，江苏泰兴人，大学本科学历，硕士研究生学位。1989年8月参加工作，1996年6月加入中国共产党。

## 人物经历
周斌曾在常州市武进区担任中共武进区委书记，期间因为下地干农活闻名。2021年6月，周斌被中共中央组织部授予“全国优秀县委书记”荣誉称号。
2021年8月，任盐城市市委副书记、市政府市长。
2023年3月，任中共盐城市委书记。